# وسور
وسور (به لاتین: Vasavere) یک روستا در استونی است که در دهستان ایلوکا واقع شده‌است.